# Antinutrient

Àcid fític és un antinutrient.

Els antinutrients són compostos químics naturals o sintètics que interfereixen amb l'absorció dels nutrients. Els estudis de la nutrició se centren també en els antinutrients que es troben en aliments i begudes.
Un exemple comú d'antinutrient és l'àcid fític, que forma complexos insolubles amb calci, zinc, ferro i coure. Les proteïnes també poden ser antinutrients, com les inhibidores de la tripsina i la lectina que es troben a les llavors de les lleguminoses. Aquests inhibidors d'enzims interfereixen en la digestió. També són antinutrients els flavonoides, que són un grup de compostos polifenòlics que inclouen els tanins. Aquests composts quelaten metalls com el ferro i el zinc i en redueixen l'absorció, però també poden inhibir enzims digestius i també precipitar proteïnes. Tanmateix els polifenols com els tanins tenen propietats contra el càncer i per això begudes com el te verd que en contenen grans quantitats poden ser bons per la salut malgrat les seves propietats antinutritives.
Els antinutrients es troben en algun nivell en gairebé tots els aliments per raons variades. Tanmateix en el cultius moderns els seus nivells estan reduïts segurament pel procés de domesticació. Tanmateix la reducció moderna de la varietat d'aliments, especialment en cereals, fa que preocupin els efectes dels antinutrients en la salut humana. Actualment existeix la possibilitat d'eliminar per enginyeria genètica els antinutrients de les plantes, però com que els antinutrients també tenen efectes beneficiosos potencials (càncer, malalties cardíaques, o diabetis), la modificació genètica no faria els aliments més saludables.
Hi ha molts mètodes tradicionals de preparació dels aliments que redueixen el contingut d'antinutrients (fermentar, cuinar, maltejar) per exemple redueixen l'àcid fític, polifenols, i àcid oxàlic. Aquest sistemes eran molt usats en societats amb gran consum de cereals i llavors de lleguminoses. Un exemple important és la fermentació de la tapioca per fer-ne farina que reduiex alhora les toxines i els antinutrients del tubercle.